# 名鉄東部交通
名鉄東部交通株式会社（めいてつとうぶこうつう）は、愛知県豊田市に本社を置く名鉄グループのタクシー・バス事業者。名鉄タクシーホールディングスの傘下にある。

## 概要
1953年（昭和28年）に設立。タクシー・ハイヤー事業のほか、乗合バス事業も行い、コミュニティバスの運行受託も行う。
本社営業所は自治体などからの委託で路線バスを運行し、また西尾営業所では、名鉄西尾駅を中心とする路線バスを自社運行している。

### 営業所
- 本社営業所：豊田市広久手町2-28-1
- 知立営業所：知立市上重原町鳥居137-1
- 西尾営業所：西尾市鵜ヶ池町柳田114

### 営業区域
豊田市、知立市、西尾市の全域および、岡崎市、安城市、碧南市、額田郡幸田町の各一部。

## バスの運行業務

### 西尾路線バス
元は名鉄バス岡崎営業所管内路線の一部で、名鉄東部交通の西尾営業所が運行業務を受託していたが、2006年（平成18年）12月16日付けで名鉄バスから名鉄東部交通に路線譲渡された。引き続き西尾営業所が運行業務を行っている。全ての路線に沿線自治体から運行補助金が出されている。2009年（平成21年）3月1日より名鉄バス岡崎地区の系統番号導入にあわせて岡崎・西尾線に系統番号を導入した。2020年（令和2年）4月1日より藤田医科大学岡崎医療センターへの乗り入れを開始。
バスカード、共通SFカード（トランパス）および得々パスについては、2012年（平成24年）2月29日まで従来どおり利用が可能であった（裏面には、MBニシと記される）。なお、manacaについては「営業路線の利用客が平均10人未満と少ない上、1台あたりの運賃箱改修に100万円以上必要なことから、設備投資が困難である」として導入が見送られていた。その後、2024年（令和6年）2月3日にmanacaを導入し、2025年（令和7年）2月13日にはmanaca定期券が導入された。

#### 主な運行路線
【91】岡崎・西尾線
- 名鉄東岡崎駅 - 芦池橋 - JR岡崎駅(西口) - 下青野 - 中島 - 室場 - 西尾駅
- 名鉄東岡崎駅 - 芦池橋 - JR岡崎駅(西口) - 下青野 - 中島
- JR岡崎駅(西口) - 下青野 - 中島 - 室場 - 西尾駅

【91H】岡崎・西尾線
- 藤田医大岡崎医療センター → 柱郷 → JR岡崎駅(西口) → 下青野 → 中島 → 室場 → 西尾駅
- 西尾駅 → 室場 → 中島 → 下青野 → JR岡崎駅(西口) → 若松町 → 岡崎警察署東 → 藤田医大岡崎医療センター

※ 岡崎警察署東は2024年（令和6年）12月1日に新設。
【92】岡崎・西尾線
- JR岡崎駅(西口) - 若松町 - 高須 - 中島 - 三和小学校前 - 西尾市民病院 - 西尾駅

【92H】岡崎・西尾線
- JR岡崎駅(西口) → 柱郷 → 藤田医大岡崎医療センター前 → 岡崎警察署東 → 高須 → 中島 → 三和小学校前 → 西尾市民病院 → 西尾駅
- 西尾駅 → 西尾市民病院 → 三和小学校前 → 中島 → 高須 → 岡崎警察署東 → 藤田医大岡崎医療センター → 柱郷 → JR岡崎駅(西口)

※ 岡崎警察署東は2024年（令和6年）12月1日に新設。
一色線系統
- 一色町公民館 - 福地 - 西尾駅
- 一色町公民館 - 福地 - 西尾駅 - 西尾市民病院
- 一色町公民館 → 福地 → 西尾駅 → 総合体育館・西尾東高前（平日1本のみ）
- 一色さかな広場・佐久島行船のりば - 一色町公民館 - 福地 - 西尾駅
- 一色さかな広場・佐久島行船のりば - 一色町公民館 - 福地 - 西尾駅 - 西尾市民病院

#### 廃止路線
平坂・中畑線系統
- 西尾 - 羽塚 - 港前 - 中畑 - 西尾
- 西尾市民病院 - 西尾 - 羽塚 - 港前 - 中畑 - 西尾 - 西尾市民病院
- 総合体育館・西尾東高前 → 西尾市民病院 → 西尾 → 羽塚 → 港前 → 中畑 → 西尾

※ 2020年（令和2年）4月1日から西尾市へ移管の上、六万石くるりんバス【3】平坂中畑線として運行。
寺津線系統
- 西尾 → 下矢田 → 刈宿 → 寺津神社前 → 下矢田 → 西尾
- 西尾市民病院 → 西尾 → 下矢田 → 刈宿 → 寺津神社前→ 下矢田 → 西尾 → 西尾市民病院
- 田地山住宅 → 刈宿 → 寺津神社前 → 下矢田 → 西尾 → 西尾市民病院 → 総合体育館・西尾東高前

※ 2020年（令和2年）4月1日から西尾市へ移管の上、六万石くるりんバス【4】寺津矢田線として運行。

### 自治体からの運行受託路線
とよたおいでんバス：さなげ・足助線系統（豊田市）
- 浄水駅 - 四郷駅 - 猿投駅 - 西中金 - 香嵐渓 - 足助 - 百年草
  - 名鉄三河線の猿投 - 西中金間の廃止に伴い運行開始。
  - とよたおいでんバスは、manacaおよび相互利用が可能な各種交通系ICカードの利用が可能。2004年（平成16年）4月1日 から豊栄交通と共同運行を開始した。

中心市街地玄関口バス（豊田市）
- 豊田市駅西口 - 市役所 - 加茂病院 - ジャスコ - アイプラザ豊田 - 税務署南　（いずれも、運行当時のバス停名）
  - 2002年（平成14年）6月17日 から豊田市内の交通事業者7社で組織する豊田市生活交通運行事業者協会により試行運行を開始した。2009年（平成21年）4月より豊栄交通による運行に変更。
  - なお中心市街地玄関口バスは、2016年（平成28年）4月よりmanacaおよび相互利用が可能な各種交通系ICカードが利用できる。

六万石くるりんバス（西尾市）
- 【5】米津線
- 【6】西野町線
- 【7】福地線
  - 2025年（令和7年）4月1日より大興タクシーから運行を引き継いだ。
  - 同日よりmanacaおよび相互利用が可能な各種交通系ICカードが利用可能になった。